# Microlamia elongata
Microlamia elongata là một loài bọ cánh cứng trong họ Cerambycidae.